# Forbidden Door (2023)
Forbidden Door 2023 fue la segunda edición de Forbidden Door, el evento de pague por ver de lucha libre profesional, coproducido por la empresa estadounidense All Elite Wrestling (AEW) y la japonesa New Japan Pro-Wrestling (NJPW). Tuvo lugar el 25 de junio de 2023 en el Scotiabank Arena de Toronto, Ontario, Canadá.

## Producción

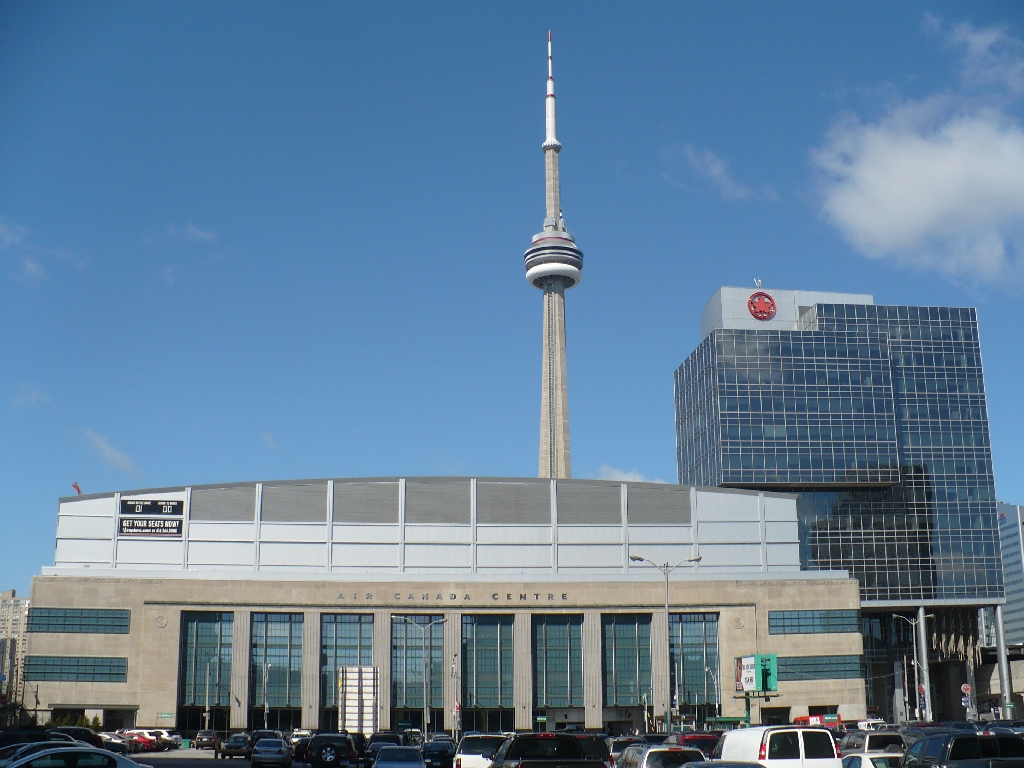
El Scotiabank Arena, sitio donde se llevará a cabo el show.

En febrero de 2021, la empresa estadounidense de lucha libre profesional All Elite Wrestling (AEW) inició una asociación con la empresa japonesa New Japan Pro-Wrestling (NJPW). Tras un año en el que los luchadores de AEW y NJPW aparecieron en los programas de la otra empresa, las dos compañías copromovieron un evento de pago por visión (PPV) titulado Forbidden Door en junio de 2022. El evento tomó su nombre del mismo término utilizado a menudo por AEW al referirse a la colaboración con otras promociones de lucha libre profesional.
El 15 de marzo de 2023, se programó la segunda edición de Forbidden Door entre AEW y NJPW para el 25 de junio de 2023, en el Scotiabank Arena de Toronto, Ontario, Canadá, estableciéndose así como un evento anual entre las dos compañías. Las entradas se pusieron a la venta el 24 de marzo. El evento también dará inicio a una gira de un mes de duración por Canadá para AEW, que incluirá sus programas semanales de televisión y house shows.

## Resultados
- The Buy In: Tom Lawlor (con Royce Issacs) derrotó a Serpentico (con Luther) (4:10). 
  - Lawlor cubrió a Serpentico después de un «Penalty Kick»
  - Durante la lucha, Issacs intervino a favor de Lawlor.
  - Originalmente, Lawlor se enfrentaría a Adam Cole en la cartelera principal, sin embargo, Cole se enfermó, por lo que la lucha fue cancelada.
- The Buy In: Mogul Embassy (Swerve Strickland, Brian Cage, Kaun & Toa Liona) (con Prince Nana) derrotaron a Best Friends (Trent Barretta, Chuck Taylor & Rocky Romero) & El Desperado (12:30).
  - Strickland cubrió a Romero después de un «Swerve Stomp».
- The Buy In: Athena derrotó a Billie Starkz y avanzó a las semifinales del Women's Owen Hart Cup (7:50). 
  - Athena cubrió a Starkz después de un «O-Face».
- The Buy In: El Phantasmo derrotó a Stu Grayson (con Dutch & Vincent) (7:15).
  - El Phanstamo cubrió a Grayon después de un «CR II».
- The Buy In: Los Ingobernables de Japón (Shingo Takagi, Hiromu Takahashi & Bushi) derrotaron a United Empire (Jeff Cobb, Kyle Fletcher & TJP) (7:30).
  - Takagi cubrió a TJP después de un «The Last of the Dragon».
- MJF derrotó a Hiroshi Tanahashi y retuvo el Campeonato Mundial de AEW (15:30).
  - MJF cubrió a Tanahashi después de golpearlo con el Dynamite Diamond Ring.
- CM Punk derrotó a Satoshi Kojima y avanzó a las semifinales del Men's Owen Hart Cup (13:40).
  - Punk cubrió a Kojima después de un «Go To Sleep».
- Orange Cassidy derrotó a Katsuyori Shibata, Zack Sabre Jr. y Daniel García y retuvo el Campeonato Internacional de AEW (11:15).
  - Cassidy cubrió a Garcia después de un  «Penalty Kick» de Shibata.
  - El Campeonato de Televisión de NJPW World de Sabre y el Campeonato Puro de ROH de Shibata no estuvieron en juego.
- Sanada derrotó a "Jungle Boy" Jack Perry (con Hook) y retuvo el Campeonato Mundial Peso Pesado de la IWGP (10:45).
  - Sanada cubrió a Perry después de un «Dead Fall».
  - Después de la lucha, Perry atacó a Hook, cambiando a heel.
- The Elite ("Hangman" Adam Page, Matt Jackson & Nick Jackson), Eddie Kingston & Tomohiro Ishii derrotaron a Blackpool Combat Club (Jon Moxley, Claudio Castagnoli & Wheeler Yuta), Konosuke Takeshita & Shota Umino (21:25).
  - Ishii cubrió a Yuta después de un «Vertical Brainbuster».
- Toni Storm (con Ruby Soho & Saraya) derrotó a Willow Nightingale y retuvo el Campeonato Mundial Femenino de AEW (10:30).
  - Storm cubrió a Nightingale después de un «Storm Zero»
  - Durante la lucha, Saraya y Soho interfirieron a favor de Storm, pero fueron expulsadas por el árbitro.
  - El Campeonato Femenino STRONG de Nightingale no estuvo en juego.
- Will Ospreay (con Don Callis) derrotó a Kenny Omega y ganó el Campeonato Peso Pesado de los Estados Unidos de la IWGP (39:45).
  - Ospreay cubrió a Omega después de un «Stormbreaker».
  - Durante la lucha, Callis fue expulsado por el árbitro, sin embargo, regresó para interferir a favor de Ospreay.
- Sting, Darby Allin & Tetsuya Naito derrotaron a Chris Jericho, Sammy Guevara & Minoru Suzuki (15:10).
  - Naito cubrió a Suzuki con un «Roll-Up».
- Bryan Danielson derrotó a Kazuchika Okada (27:40).
  - Danielson forzó a Okada a rendirse con un «Shoulderlock».
  - Esta fue la primera derrota de Okada por sumisión desde el año 2015.